# Everson (Pennsylvanie)
Pour les articles homonymes, voir Everson.
Everson est un borough de l'État de Pennsylvanie, aux États-Unis. Cette bourgade dépend du comté de Fayette et comprenait 842 habitants au recensement de l'an 2000. Sa population estimée en 2012 était de 787 habitants.

## Historique
Everson a été formée en 1903. Sa population est en constante diminution depuis les années 1940 avec un pic de presque deux mille habitants en 1920. L'exode le plus important a lieu entre les années 1950 et 1970. Il y avait 1 032 habitants en 1980 et 793 en 2010. Selon le recensement de 2000, la bourgade de  0,52 km2 comprenait 842 habitants dans 351 foyers et 233 familles (dont 29,6% avec des enfants de moins de dix-huit ans). 29,3% des foyers sont composés d'une seule personne et 16,2% d'une personne seule de plus de 65 ans. La population était alors à 96,08% blanche, à 3,44% noire et à 0,12% d'origine asiatique, avec un âge médian de 39 ans. La population au-dessous du seuil de pauvreté représentait 15,9% de la population.

## Personnalité
- Douglas Nowicki (né à Everson en 1945), bénédictin, archi-abbé de Saint-Vincent de Latrobe.